# Elaeocarpus aristatus
Elaeocarpus aristatus är en tvåhjärtbladig växtart som beskrevs av William Roxburgh. Elaeocarpus aristatus ingår i släktet Elaeocarpus och familjen Elaeocarpaceae. Inga underarter finns listade i Catalogue of Life.